# Blombergs padda
Blombergs padda (Rhaebo blombergi) är en groddjursart som först beskrevs av Myers och John W. Funkhouser 1951.  Rhaebo blombergi ingår i släktet Rhaebo och familjen paddor. IUCN kategoriserar arten globalt som nära hotad. Inga underarter finns listade i Catalogue of Life.
Blombergs padda kan bli omkring 24 centimeter lång och räknas därmed som världens största stjärtlösa groddjur. Arten som förekommer i nordvästra Sydamerika beskrevs 1951 första gången vetenskapligt av Rolf Blomberg, vilken även kommit att namnge arten.